# Czech SAR Team
Czech SAR Team (CST) je český zapsaný spolek, který je od dubna 2021 také ostatní složkou IZS podle § 4 odst. 2 zákona č. 239/2000 Sb. (zákon o integrovaném záchranném systému) a je zařazen do celorepublikového poplachového plánu pod vedením GŘ HZS. K 1. prosinci 2021 měl CST 200 členů – dobrovolníků. Struktura CST je dělena na administrativní složku –  vedení spolku (statutární orgán), které má 5 členů, a složku výkonnou (členská základna), která je dělena dle krajů, přičemž každý kraj má svého velitele a zástupce velitele kraje, jako součást širšího vedení spolku.

## Činnost Czech SAR Teamu
Týmy k výjezdu aktivují buď složky IZS, nebo osoba blízká pohřešovanému. Hlavní činnosti:
- pátrání po osobách pohřešovaných, nebo ztracených (tzv. search and rescue) na území celé České republiky a to za pomocí čtyřkolek a další techniky,
- podpora hlavních složek IZS při mimořádných událostech typu povodně, lesní požáry a další,
- výuka a nácvik první pomoci pro veřejnost,
- poskytování technických a zdravotnických asistencí na kulturních akcích.

## Vybavení

### Vybavení jednotlivce
Díky záchranářské technice jsou členové schopni transportovat osoby v ohrožení (zraněné a život ohrožující stavy) z těžko přístupného terénu a zkrátit tak čas, za který si osobu převezme záchranná služba, která ji poté dále převeze do nemocnice nebo na jiné určené zdravotnické pracoviště. 
V případě potřeby jsou všichni členové proškoleni v poskytování neodkladné první pomoci přímo na místě nálezu hledané osoby.
Základní vybavení člena je stejnokroj, ochranné pracovní pomůcky (rukavice, pracovní obuv, pracovní přilba), svítilna a radiostanice.
Vybavení člena je děleno také podle specializace (strojník ATV, zdravotník, psovod, pěší pátrač, operátor dronu apod.).

### Ostatní vybavení
K dalšímu vybavení Czech SAR Teamu patří čtyřkolky 4x4 s navijákem, zdravotnické batohy PAX, osobní lékárničky, krční límce, digitální tonometry, pulzní oxymetry, záchranářské přilby, prostředky proti hypotermii, svítilny, AED defibrilátory, vleky se sklopnou korbou, motorové pily, stany, elektrocentrály, powerbanky, osvětlovací stožáry, radiostanice, transportní nosítka SCOOP, transportní nosítka košová, fixační dlahy, transportní vozíky.